# Alessandro Zanni

a Compétitions nationales et continentales officielles uniquement.

b Matchs officiels uniquement.
Dernière mise à jour le 11 novembre 2022.
Alessandro Zanni, né le 31 janvier 1984 à Udine, est un joueur italien de rugby à XV. Il joue en équipe d'Italie et évolue au poste de troisième ligne aile, troisième ligne centre ou deuxième ligne au sein de l'effectif du Benetton Trévise, jusqu'en juin 2020, date de sa retraite sportive.

## Biographie
En 2020, il prend sa retraite sportive et devient préparateur physique du Benetton Rugby Trévise.

## Carrière

### En club
- 2005-2009 :  Rugby Calvisano
- 2009-2020 :  Benetton Trévise

### En équipe nationale
Il a honoré sa première cape internationale en équipe d'Italie le 12 novembre 2005 à Prato par une victoire 48-0 contre l'équipe des Tonga en tant que remplaçant entré en cours de jeu.

## Palmarès

### En club
- Champion d'Italie : 2005, 2008, 2009 et 2010.

### En sélection nationale
Au 1er novembre 2019, Alessandro Zanni  compte 117 sélections depuis sa première sélection le 12 novembre 2005 contre les Tonga. Il inscrit 20 points, quatre essais. 
Il compte trois sélections en 2005, huit en 2006, six en 2007, neuf en 2008, onze en 2009, dix en 2010, onze en 2011, onze en 2012, onze en 2013, six en 2014, trois en 2015, quatre en 2016, dix en 2018 et huit en 2019.
Alessandro Zanni participe à treize éditions du Tournoi des Six Nations en 2006, 2007, 2008, 2009, 2010, 2011, 2012, 2013, 2014, 2015, 2016, 2018 et 2019.
Alessandro Zanni participe à quatre éditions de la coupe du monde. En 2007, il obtient une sélection, contre la Nouvelle-Zélande. En 2011, il joue quatre matchs, face à l'Australie, la Russie, les États-Unis et l'Irlande. En 2015, il joue lors de quatre rencontres, face à la France et le Canada, l'Irlande et la Roumanie. En 2019, il obtient deux sélections, contre la Namibie et contre l'Afrique du Sud.